# Cyathea neblinae
Cyathea neblinae är en ormbunkeart som beskrevs av Alan Reid Smith. Cyathea neblinae ingår i släktet Cyathea och familjen Cyatheaceae. Inga underarter finns listade.